# Robert Jarni
Robert Jarni (Čakovec, 26 ottobre 1968) è un allenatore di calcio, ex giocatore di calcio a 5 ed ex calciatore jugoslavo, dal 1991 croato, di ruolo centrocampista o difensore.

## Carriera

### Calcio

#### Giocatore

##### Club
A livello di club Jarni giocò in numerosi campionati europei. Cominciò nel Čakovec, squadra della sua città, ma presto fu preso dall'importante Hajduk Spalato. Nel 1991 il Bari lo prelevò e lo portò a giocare in Italia. Due stagioni dopo fu comprato dal Torino e quindi ceduto ai rivali della Juventus (che già lo aveva nel mirino ai tempi della sua militanza pugliese) nel 1994 per la cifra di 900 milioni di lire. Sulla sponda bianconera non riuscì tuttavia a mantenere le aspettative della vigilia, e chiuse dopo sole 12 presenze in campionato, spesso relegato in panchina dall'allenatore Lippi.
Dal 1995 al 1998 giocò in Spagna, al Real Betis. Nell'estate 1998 si trasferì al Coventry City, per essere subito venduto ai freschi campioni d'Europa del Real Madrid. Nella capitale spagnola rimase una stagione, senza brillare e giocando da sostituto, prima di andare al Las Palmas, squadra spagnola che portò nella Primera División. La stagione 2001-2002 al Panathīnaïkos fu l'ultima prima di annunciare il ritiro, nel giugno 2002.

##### Nazionale
Jarni fu un regolare membro della Croazia tra gli anni novanta e i primi del 2000. Questo gli permise di diventare il giocatore con più presenze nella storia della nazionale croata, con 80 gare giocate, benché il record che lui detenne per quattro anni dopo il ritiro è stato poi sorpassato da Dario Šimić (oltre che da altri calciatori negli anni successivi), che ha giocato la sua 82^ partita nel giugno 2006.
Con la maglia della Jugoslavia prima, e della Croazia poi, Jarni prese parte a tre rassegne iridate, Italia 1990, Francia 1998 e Corea-Giappone 2002, e a un Europeo, nel 1996 in Inghilterra.
Il punto più alto della sua carriera fu la campagna dei Mondiali 1998 in Francia, torneo in cui giocò un ruolo fondamentale per portare la Croazia alla medaglia di bronzo. La nazionale balcanica divenne così la seconda squadra debuttante ad un Mondiale, dal dopoguerra in poi, capace di raggiungere le semifinali: l'ultima squadra che vi era riuscita era stato il Portogallo nel 1966. Jarni tra l'altro realizzò il primo dei gol della Croazia nella vittoria per 3-0 sulla favorita Germania nei quarti di finale della rassegna francese.

#### Allenatore
Nell'agosto 2007 torna all'Hajduk nelle inedite vesti di vice di Sergije Krešić, il quale si dimetterà due mesi dopo, lasciando la squadra in mano a Jarni per il resto della stagione. La formazione spalatina terminerà al 5º posto in classifica, con 30 punti di distacco dalla Dinamo Zagabria.
Il 4 agosto 2010 viene nominato nuovo allenatore dell'Istria 1961 al posto dell'esonerato Ante Miše. Dopo due pareggi e quattro sconfitte, Jarni rassegna le dimissioni.
Il 17 dicembre 2012 viene nominato tecnico dell'Under-19 dell'Hajduk Spalato. Il 3 dicembre 2013 è stato assunto come tecnico dell'Sarajevo. Il 9 aprile 2014 dopo gli ultimi risultati deludenti e con la squadra al quarto posto in campionato a quattro punti dalla vetta viene esonerato. Il 25 novembre viene nominato tecnico del Pécs, prende la squadra all'ultimo posto in classifica. Viene eliminato nella Coppa di Ungheria ai quarti di finale dal Fehérvár per 5 a 1 e in campionato si piazza all'undicesimo posto ottenendo una meritata salvezza. Il 1 giugno 2015 con la squadra in problemi finanziari e senza licenza per partecipare in prima divisione ungherese, lascia il club. L'8 giugno viene nominato nuovo tecnico del Puskás Akadémia. Il 16 aprile 2016 dopo la sconfitta interna contro il Békéscsaba per 1 a 0 viene esonerato.
Il 16 giugno 2017 viene nominato dalla federazione croata selezionatore dell'Under-19.
Il 3 agosto 2022 diventa commissario tecnico della Croazia U-17. In seguito ad alcune sue dichiarazioni sulla partita di UEFA Europa League, Real Betis-Dinamo Zagabria, nelle quali ha espresso il proprio tifo per la squadra spagnola, la federazione croata ha deciso di licenziarlo.

### Calcio a 5
Dopo il ritiro dal calcio, Jarni cominciò la carriera nel calcio a 5 allo Spalato, in cui militò fino all'ottobre 2006. Giocò in due partite e segnò una rete con la maglia della Croazia nelle qualificazioni al campionato mondiale.

## Statistiche

### Cronologia presenze e reti in nazionale

#### Jugoslavia
| Cronologia completa delle presenze e delle reti in nazionale ― Jugoslavia | Cronologia completa delle presenze e delle reti in nazionale ― Jugoslavia | Cronologia completa delle presenze e delle reti in nazionale ― Jugoslavia | Cronologia completa delle presenze e delle reti in nazionale ― Jugoslavia | Cronologia completa delle presenze e delle reti in nazionale ― Jugoslavia | Cronologia completa delle presenze e delle reti in nazionale ― Jugoslavia | Cronologia completa delle presenze e delle reti in nazionale ― Jugoslavia | Cronologia completa delle presenze e delle reti in nazionale ― Jugoslavia |
| Data                                                                      | Città                                                                     | In casa                                                                   | Risultato                                                                 | Ospiti                                                                    | Competizione                                                              | Reti                                                                      | Note                                                                      |
| ------------------------------------------------------------------------- | ------------------------------------------------------------------------- | ------------------------------------------------------------------------- | ------------------------------------------------------------------------- | ------------------------------------------------------------------------- | ------------------------------------------------------------------------- | ------------------------------------------------------------------------- | ------------------------------------------------------------------------- |
| 26-5-1990                                                                 | Lubiana                                                                   | Jugoslavia                                                                | 0 – 1                                                                     | Spagna                                                                    | Amichevole                                                                | -                                                                         | 68’                                                                       |
| 14-6-1990                                                                 | Bologna                                                                   | Colombia                                                                  | 0 – 1                                                                     | Jugoslavia                                                                | Mondiali 1990 - 1º turno                                                  | -                                                                         | 46’                                                                       |
| 31-10-1990                                                                | Belgrado                                                                  | Jugoslavia                                                                | 4 – 1                                                                     | Austria                                                                   | Qual. Euro 1992                                                           | -                                                                         | 46’                                                                       |
| 14-11-1990                                                                | Copenaghen                                                                | Danimarca                                                                 | 0 – 2                                                                     | Jugoslavia                                                                | Qual. Euro 1992                                                           | 1                                                                         |                                                                           |
| 27-3-1991                                                                 | Belgrado                                                                  | Jugoslavia                                                                | 4 – 1                                                                     | Irlanda del Nord                                                          | Qual. Euro 1992                                                           | -                                                                         |                                                                           |
| 1-5-1991                                                                  | Belgrado                                                                  | Jugoslavia                                                                | 1 – 2                                                                     | Danimarca                                                                 | Qual. Euro 1992                                                           | -                                                                         | 84’                                                                       |
| 16-5-1991                                                                 | Belgrado                                                                  | Jugoslavia                                                                | 7 – 0                                                                     | Fær Øer                                                                   | Qual. Euro 1992                                                           | -                                                                         | 65’                                                                       |
| Totale                                                                    |                                                                           | Presenze                                                                  | 7                                                                         |                                                                           | Reti                                                                      | 1                                                                         |                                                                           |

#### Croazia
| Cronologia completa delle presenze e delle reti in nazionale ― Croazia | Cronologia completa delle presenze e delle reti in nazionale ― Croazia | Cronologia completa delle presenze e delle reti in nazionale ― Croazia | Cronologia completa delle presenze e delle reti in nazionale ― Croazia | Cronologia completa delle presenze e delle reti in nazionale ― Croazia | Cronologia completa delle presenze e delle reti in nazionale ― Croazia | Cronologia completa delle presenze e delle reti in nazionale ― Croazia | Cronologia completa delle presenze e delle reti in nazionale ― Croazia |
| Data                                                                   | Città                                                                  | In casa                                                                | Risultato                                                              | Ospiti                                                                 | Competizione                                                           | Reti                                                                   | Note                                                                   |
| ---------------------------------------------------------------------- | ---------------------------------------------------------------------- | ---------------------------------------------------------------------- | ---------------------------------------------------------------------- | ---------------------------------------------------------------------- | ---------------------------------------------------------------------- | ---------------------------------------------------------------------- | ---------------------------------------------------------------------- |
| 22-10-1992                                                             | Zagabria                                                               | Croazia                                                                | 3 – 0                                                                  | Messico                                                                | Amichevole                                                             | -                                                                      |                                                                        |
| 25-6-1993                                                              | Zagabria                                                               | Croazia                                                                | 3 – 1                                                                  | Ucraina                                                                | Amichevole                                                             | -                                                                      |                                                                        |
| 23-3-1994                                                              | Valencia                                                               | Spagna                                                                 | 0 – 2                                                                  | Croazia                                                                | Amichevole                                                             | -                                                                      |                                                                        |
| 18-5-1994                                                              | Győr                                                                   | Ungheria                                                               | 2 – 2                                                                  | Croazia                                                                | Amichevole                                                             | -                                                                      | cap.                                                                   |
| 4-6-1994                                                               | Zagabria                                                               | Croazia                                                                | 0 – 0                                                                  | Argentina                                                              | Amichevole                                                             | -                                                                      |                                                                        |
| 17-8-1994                                                              | Ramat Gan                                                              | Israele                                                                | 0 – 4                                                                  | Croazia                                                                | Amichevole                                                             | -                                                                      |                                                                        |
| 4-9-1994                                                               | Tallinn                                                                | Estonia                                                                | 0 – 2                                                                  | Croazia                                                                | Qual. Euro 1996                                                        | -                                                                      |                                                                        |
| 9-10-1994                                                              | Zagabria                                                               | Croazia                                                                | 1 – 0                                                                  | Lituania                                                               | Qual. Euro 1996                                                        | -                                                                      |                                                                        |
| 16-11-1994                                                             | Palermo                                                                | Italia                                                                 | 1 – 2                                                                  | Croazia                                                                | Qual. Euro 1996                                                        | -                                                                      | 1’                                                                     |
| 25-3-1995                                                              | Zagabria                                                               | Croazia                                                                | 4 – 0                                                                  | Ucraina                                                                | Qual. Euro 1996                                                        | -                                                                      |                                                                        |
| 29-3-1995                                                              | Vilnius                                                                | Lituania                                                               | 0 – 0                                                                  | Croazia                                                                | Qual. Euro 1996                                                        | -                                                                      |                                                                        |
| 26-4-1995                                                              | Zagabria                                                               | Croazia                                                                | 2 – 0                                                                  | Slovenia                                                               | Qual. Euro 1996                                                        | -                                                                      |                                                                        |
| 11-6-1995                                                              | Kiev                                                                   | Ucraina                                                                | 1 – 0                                                                  | Croazia                                                                | Qual. Euro 1996                                                        | -                                                                      |                                                                        |
| 3-9-1995                                                               | Zagabria                                                               | Croazia                                                                | 7 – 1                                                                  | Estonia                                                                | Qual. Euro 1996                                                        | -                                                                      | 85’                                                                    |
| 15-11-1995                                                             | Lubiana                                                                | Slovenia                                                               | 1 – 2                                                                  | Croazia                                                                | Qual. Euro 1996                                                        | -                                                                      |                                                                        |
| 28-2-1996                                                              | Fiume                                                                  | Croazia                                                                | 2 – 1                                                                  | Polonia                                                                | Amichevole                                                             | -                                                                      | 59’                                                                    |
| 13-3-1996                                                              | Zagabria                                                               | Croazia                                                                | 3 – 0                                                                  | Corea del Sud                                                          | Amichevole                                                             | -                                                                      |                                                                        |
| 24-4-1996                                                              | Londra                                                                 | Inghilterra                                                            | 0 – 0                                                                  | Croazia                                                                | Amichevole                                                             | -                                                                      |                                                                        |
| 2-6-1996                                                               | Dublino                                                                | Irlanda                                                                | 2 – 2                                                                  | Croazia                                                                | Amichevole                                                             | -                                                                      |                                                                        |
| 11-6-1996                                                              | Nottingham                                                             | Turchia                                                                | 0 – 1                                                                  | Croazia                                                                | Euro 1996 - 1º turno                                                   | -                                                                      |                                                                        |
| 16-6-1996                                                              | Sheffield                                                              | Croazia                                                                | 3 – 0                                                                  | Danimarca                                                              | Euro 1996 - 1º turno                                                   | -                                                                      |                                                                        |
| 19-6-1996                                                              | Nottingham                                                             | Croazia                                                                | 0 – 3                                                                  | Portogallo                                                             | Euro 1996 - 1º turno                                                   | -                                                                      | cap. 30’                                                               |
| 23-6-1996                                                              | Manchester                                                             | Germania                                                               | 2 – 1                                                                  | Croazia                                                                | Euro 1996 - Quarti di finale                                           | -                                                                      |                                                                        |
| 8-10-1996                                                              | Bologna                                                                | Bosnia ed Erzegovina                                                   | 1 – 4                                                                  | Croazia                                                                | Qual. Mondiali 1998                                                    | -                                                                      | 49’                                                                    |
| 10-11-1996                                                             | Zagabria                                                               | Croazia                                                                | 1 – 1                                                                  | Grecia                                                                 | Qual. Mondiali 1998                                                    | -                                                                      |                                                                        |
| 11-12-1996                                                             | Casablanca                                                             | Marocco                                                                | 2 – 2 (6 - 7 dtr)                                                      | Croazia                                                                | Trofeo di calcio Hassan II 1996 - Semifinale                           | -                                                                      | 65’                                                                    |
| 12-12-1996                                                             | Casablanca                                                             | Croazia                                                                | 1 – 1 (4 - 1 dtr)                                                      | Rep. Ceca                                                              | Trofeo di calcio Hassan II 1996 - Finale                               | -                                                                      |                                                                        |
| 29-3-1997                                                              | Spalato                                                                | Croazia                                                                | 1 – 1                                                                  | Danimarca                                                              | Qual. Mondiali 1998                                                    | -                                                                      |                                                                        |
| 30-4-1997                                                              | Salonicco                                                              | Grecia                                                                 | 0 – 1                                                                  | Croazia                                                                | Qual. Mondiali 1998                                                    | -                                                                      |                                                                        |
| 6-9-1997                                                               | Zagabria                                                               | Croazia                                                                | 3 – 2                                                                  | Bosnia ed Erzegovina                                                   | Qual. Mondiali 1998                                                    | -                                                                      |                                                                        |
| 10-9-1997                                                              | Copenaghen                                                             | Danimarca                                                              | 3 – 1                                                                  | Croazia                                                                | Qual. Mondiali 1998                                                    | -                                                                      | 71’                                                                    |
| 29-10-1997                                                             | Zagabria                                                               | Croazia                                                                | 2 – 0                                                                  | Ucraina                                                                | Qual. Mondiali 1998                                                    | -                                                                      |                                                                        |
| 15-11-1997                                                             | Kiev                                                                   | Ucraina                                                                | 1 – 1                                                                  | Croazia                                                                | Qual. Mondiali 1998                                                    | -                                                                      |                                                                        |
| 22-4-1998                                                              | Osijek                                                                 | Croazia                                                                | 4 – 1                                                                  | Polonia                                                                | Amichevole                                                             | -                                                                      | 46’                                                                    |
| 29-5-1998                                                              | Pola                                                                   | Croazia                                                                | 1 – 2                                                                  | Slovacchia                                                             | Amichevole                                                             | -                                                                      | 46’                                                                    |
| 3-6-1998                                                               | Fiume                                                                  | Croazia                                                                | 2 – 0                                                                  | Iran                                                                   | Amichevole                                                             | -                                                                      | 87’                                                                    |
| 6-6-1998                                                               | Zagabria                                                               | Croazia                                                                | 7 – 0                                                                  | Australia                                                              | Amichevole                                                             | -                                                                      | 40’                                                                    |
| 14-6-1998                                                              | Lens                                                                   | Giamaica                                                               | 1 – 3                                                                  | Croazia                                                                | Mondiali 1998 - 1º turno                                               | -                                                                      |                                                                        |
| 20-6-1998                                                              | Lens                                                                   | Giappone                                                               | 0 – 1                                                                  | Croazia                                                                | Mondiali 1998 - 1º turno                                               | -                                                                      |                                                                        |
| 26-6-1998                                                              | Bordeaux                                                               | Argentina                                                              | 1 – 0                                                                  | Croazia                                                                | Mondiali 1998 - 1º turno                                               | -                                                                      | 58’                                                                    |
| 30-6-1998                                                              | Bordeaux                                                               | Romania                                                                | 0 – 1                                                                  | Croazia                                                                | Mondiali 1998 - Ottavi di finale                                       | -                                                                      |                                                                        |
| 4-7-1998                                                               | Lione                                                                  | Germania                                                               | 0 – 3                                                                  | Croazia                                                                | Mondiali 1998 - Quarti di finale                                       | 1                                                                      |                                                                        |
| 8-7-1998                                                               | Saint-Denis                                                            | Francia                                                                | 2 – 1                                                                  | Croazia                                                                | Mondiali 1998 - Semifinale                                             | -                                                                      |                                                                        |
| 11-7-1998                                                              | Parigi                                                                 | Paesi Bassi                                                            | 1 – 2                                                                  | Croazia                                                                | Mondiali 1998 - Finale 3º posto                                        | -                                                                      |                                                                        |
| 5-9-1998                                                               | Dublino                                                                | Irlanda                                                                | 2 – 0                                                                  | Croazia                                                                | Qual. Euro 2000                                                        | -                                                                      |                                                                        |
| 10-10-1998                                                             | Ta' Qali                                                               | Malta                                                                  | 1 – 4                                                                  | Croazia                                                                | Qual. Euro 2000                                                        | -                                                                      | 88’                                                                    |
| 14-10-1998                                                             | Zagabria                                                               | Croazia                                                                | 3 – 2                                                                  | Macedonia                                                              | Qual. Euro 2000                                                        | -                                                                      |                                                                        |
| 10-2-1999                                                              | Spalato                                                                | Croazia                                                                | 0 – 1                                                                  | Danimarca                                                              | Amichevole                                                             | -                                                                      | 76’                                                                    |
| 10-3-1999                                                              | Marousi                                                                | Grecia                                                                 | 3 – 2                                                                  | Croazia                                                                | Amichevole                                                             | -                                                                      |                                                                        |
| 28-4-1999                                                              | Zagabria                                                               | Croazia                                                                | 0 – 0                                                                  | Italia                                                                 | Amichevole                                                             | -                                                                      | cap.                                                                   |
| 5-5-1999                                                               | Siviglia                                                               | Spagna                                                                 | 3 – 1                                                                  | Croazia                                                                | Amichevole                                                             | -                                                                      |                                                                        |
| 5-6-1999                                                               | Skopje                                                                 | Macedonia                                                              | 1 – 1                                                                  | Croazia                                                                | Qual. Euro 2000                                                        | -                                                                      | 85’                                                                    |
| 18-8-1999                                                              | Belgrado                                                               | Jugoslavia                                                             | 0 – 0                                                                  | Croazia                                                                | Qual. Euro 2000                                                        | -                                                                      | 9’                                                                     |
| 4-9-1999                                                               | Zagabria                                                               | Croazia                                                                | 1 – 0                                                                  | Irlanda                                                                | Qual. Euro 2000                                                        | -                                                                      |                                                                        |
| 9-10-1999                                                              | Zagabria                                                               | Croazia                                                                | 2 – 2                                                                  | Jugoslavia                                                             | Qual. Euro 2000                                                        | -                                                                      |                                                                        |
| 13-11-1999                                                             | Saint-Denis                                                            | Francia                                                                | 3 – 0                                                                  | Croazia                                                                | Amichevole                                                             | -                                                                      |                                                                        |
| 23-2-2000                                                              | Spalato                                                                | Croazia                                                                | 0 – 0                                                                  | Spagna                                                                 | Amichevole                                                             | -                                                                      |                                                                        |
| 29-3-2000                                                              | Zagabria                                                               | Croazia                                                                | 1 – 1                                                                  | Germania                                                               | Amichevole                                                             | -                                                                      |                                                                        |
| 28-5-2000                                                              | Zagabria                                                               | Croazia                                                                | 0 – 2                                                                  | Francia                                                                | Amichevole                                                             | -                                                                      |                                                                        |
| 16-8-2000                                                              | Bratislava                                                             | Slovacchia                                                             | 1 – 1                                                                  | Croazia                                                                | Amichevole                                                             | -                                                                      | cap. 46’                                                               |
| 2-9-2000                                                               | Bruxelles                                                              | Belgio                                                                 | 0 – 0                                                                  | Croazia                                                                | Qual. Mondiali 2002                                                    | -                                                                      |                                                                        |
| 11-10-2000                                                             | Zagabria                                                               | Croazia                                                                | 1 – 1                                                                  | Scozia                                                                 | Qual. Mondiali 2002                                                    | -                                                                      | cap. 46’                                                               |
| 28-2-2001                                                              | Fiume                                                                  | Croazia                                                                | 1 – 0                                                                  | Austria                                                                | Amichevole                                                             | -                                                                      | 60’                                                                    |
| 24-3-2001                                                              | Osijek                                                                 | Croazia                                                                | 4 – 1                                                                  | Lettonia                                                               | Qual. Mondiali 2002                                                    | -                                                                      |                                                                        |
| 25-4-2001                                                              | Varaždin                                                               | Croazia                                                                | 2 – 2                                                                  | Grecia                                                                 | Amichevole                                                             | -                                                                      | cap. 55’                                                               |
| 2-6-2001                                                               | Varaždin                                                               | Croazia                                                                | 4 – 0                                                                  | San Marino                                                             | Qual. Mondiali 2002                                                    | -                                                                      | cap.                                                                   |
| 6-6-2001                                                               | Riga                                                                   | Lettonia                                                               | 0 – 1                                                                  | Croazia                                                                | Qual. Mondiali 2002                                                    | -                                                                      |                                                                        |
| 15-8-2001                                                              | Dublino                                                                | Irlanda                                                                | 2 – 2                                                                  | Croazia                                                                | Amichevole                                                             | -                                                                      | cap. 63’                                                               |
| 1-9-2001                                                               | Glasgow                                                                | Scozia                                                                 | 0 – 0                                                                  | Croazia                                                                | Qual. Mondiali 2002                                                    | -                                                                      | cap.                                                                   |
| 5-9-2001                                                               | Serravalle                                                             | San Marino                                                             | 0 – 4                                                                  | Croazia                                                                | Qual. Mondiali 2002                                                    | -                                                                      | cap.                                                                   |
| 6-10-2001                                                              | Zagabria                                                               | Croazia                                                                | 1 – 0                                                                  | Belgio                                                                 | Qual. Mondiali 2002                                                    | -                                                                      | cap.                                                                   |
| 10-11-2001                                                             | Seul                                                                   | Corea del Sud                                                          | 2 – 0                                                                  | Croazia                                                                | Amichevole                                                             | -                                                                      | 46’                                                                    |
| 13-11-2001                                                             | Gwangju                                                                | Corea del Sud                                                          | 1 – 1                                                                  | Croazia                                                                | Amichevole                                                             | -                                                                      | cap. 50’                                                               |
| 13-2-2002                                                              | Fiume                                                                  | Croazia                                                                | 0 – 0                                                                  | Bulgaria                                                               | Amichevole                                                             | -                                                                      | cap. 62’                                                               |
| 27-3-2002                                                              | Zagabria                                                               | Croazia                                                                | 0 – 0                                                                  | Slovenia                                                               | Amichevole                                                             | -                                                                      | cap. 68’                                                               |
| 17-4-2002                                                              | Zagabria                                                               | Croazia                                                                | 2 – 0                                                                  | Bosnia ed Erzegovina                                                   | Amichevole                                                             | -                                                                      | 46’                                                                    |
| 8-5-2002                                                               | Pécs                                                                   | Ungheria                                                               | 0 – 2                                                                  | Croazia                                                                | Amichevole                                                             | -                                                                      | cap. 46’                                                               |
| 3-6-2002                                                               | Niigata                                                                | Croazia                                                                | 0 – 1                                                                  | Messico                                                                | Mondiali 2002 - 1º turno                                               | -                                                                      |                                                                        |
| 8-6-2002                                                               | Kashima                                                                | Italia                                                                 | 1 – 2                                                                  | Croazia                                                                | Mondiali 2002 - 1º turno                                               | -                                                                      | cap.                                                                   |
| 13-6-2002                                                              | Yokohama                                                               | Ecuador                                                                | 1 – 0                                                                  | Croazia                                                                | Mondiali 2002 - 1º turno                                               | -                                                                      | cap.                                                                   |
| Totale                                                                 |                                                                        | Presenze                                                               | 80                                                                     |                                                                        | Reti                                                                   | 1                                                                      |                                                                        |

## Palmarès

### Calcio

#### Club

##### Competizioni nazionali
- Coppa di Jugoslavia: 2

Hajduk Spalato: 1986-1987, 1990-1991
- Campionato italiano: 1

Juventus: 1994-1995
- Coppa Italia: 1

Juventus: 1994-1995
- Segunda División: 1

Las Palmas: 1999-2000

##### Competizioni internazionali
- Coppa Intercontinentale: 1

Real Madrid: 1998

#### Nazionale
- Campionato mondiale Under-20: 1

Jugoslavia: Cile 1987